# Nîvî-Zolocivski, Demîdivka
Nîvî-Zolocivski (în ucraineană Ниви-Золочівські) este un sat în comuna Zolocivka din raionul Demîdivka, regiunea Rivne, Ucraina.

## Demografie
Componența lingvistică a localității Nîvî-Zolocivski
     Ucraineană (100%)
Conform recensământului din 2001, toată populația localității Nîvî-Zolocivski era vorbitoare de ucraineană (100%).